# Roger-Pol Droit
Roger-Pol Droit (París, 1949) és un acadèmic i filòsof francès. Alumni de l'École normale supérieure de Sant-Cloud, ha escrit nombrosos llibres, entre els que destaquen101 Experiments en la Filosofia en la Vida Diària, el qual ha estat traduït a vint-i-dues llengües. Durant 25 anys, va estudiar com l'Est és vist des de la filosofia occidental.